# Winnie & Karina - The Movie
Winnie & Karina – The Movie er en spin-off comedy film til satire-serien Piger på prøveløsladelse med Winnie og Karina, spillet af Linda P. og Christina Sederqvist. Filmen havde premiere 7. august 2009.

## Handling
Winnie og Karina er endnu på prøveløsladelse og fængselsinspektøren er lettet. Den kristne kanal HKK mangler penge ellers må de lukke. Deres producent Jacob Davantier bestemmer, at de skal have Winnie og Karina på prøveløsladelse der, og det er chefen Bertil Kristensen ikke begejstret for.

## Medvirkende
- Linda P. – Winnie/Gadjü
- Christina Sederqvist – Karina/Zaineb
- Henrik Lykkegaard – Bertil Kristensen
- Petrine Agger – Trisse
- Mette Føns – Julie

### Øvrige medvirkende
- Valdemar R. Dausel – Dennis
- Helle Dolleris – Lone
- Michael Frandsen – Ronni
- Geo – Finn Anderledes
- Fritz Hegner – Sten Forkvaklet
- Bodil Jørgensen – Gerda
- Katrine Ruus Jørgensen – Carla
- Uffe Kristensen – Orla Flemming
- Laura Caroline Kruse – Stephanie
- Thomas Bo Larsen – Buller
- Søren Malling – Jacob Davantier
- Thomas Milton – Herning
- Jeppe Nybroe – Asmus
- Henrik Noél Olesen – Ploven
- Baard Owe – Vidar Vidarson
- Mogens Rex – Politibetjent
- Ole Thestrup – Fængselsinspektør
- Nicolaj Torstensen – Kian
- Alexandre Willaume-Jantzen – Fængselsinspektør